# Serge Gisquière
Serge Gisquière né le 18 octobre 1964 à Bruxelles est un acteur, réalisateur et scénariste belge.

## Parcours
Né à Bruxelles, Serge Gisquière a obtenu le diplôme des "Hautes études commerciales" de l’Université libre de Bruxelles avant de voyager à travers le monde pendant quelques années en tant que mannequin.
Installé à Paris, il devient pilote d’essais moto pour plusieurs magazines et réalise de nombreux reportages pour la télévision. Initié à la peinture, il décide de se consacrer pleinement à cette activité artistique, lorsqu'un concours de circonstances le conduit sur les planches du théâtre de l’Atelier pour son premier rôle dans Ardèle ou la Marguerite de Jean Anouilh (mise en scène de Pierre Franck, 1998). Suivront plusieurs pièces (Polyeucte, Exces Uomo, Ainsi soit-il…) ainsi que plusieurs rôles à la télévision.
L’Acheteur est sa première pièce.
Il a notamment joué le rôle récurrent de Peter Watson dans Les Vacances de l'amour, rôle qu'il reprend dans la suite Les Mystères de l'amour. Il a réalisé en 2010 un long métrage, Libre échange avec Carole Bouquet et Julie Depardieu.

## Filmographie

### Télévision
- 1998 : Les Vacances de l'amour : Peter Watson
- 2000 - 2001 : Les Vacances de l'amour : Peter Watson
- 2000 : Le G.R.E.C. : (Épisode 2 - Le cousin)
- 2000 : Sous le soleil - (Épisode Au nom des pères) : Le beau-père d'Antonin - fils de Louis (Saison 6)176
- 2001 : Le Groupe : (Épisode 36 - Photo Star) : Lucas
- 2002 : L'r 2 rien, Court métrage réalisé par Patrick Puydebat
- 2003 : Hep Taxi, (Série de Patrick Bosso) - Épisode Magie
- 2005 : Commissaire Cordier : Épisode Poudre aux yeux
- 2006 : Sous le soleil : Le flic Charles Peretti (saison 11)
- 2006 : Une femme d'honneur - (Épisode Une erreur de jeunesse) : Gendarme Christophe Rosen
- 2006 : Homicides : (Épisode 1 Mort du prince charmant) : Sébastien
- 2006 : Navarro - (Saison 18, Épisode 6 L'âme en vrac) : Vincent Bega
- 2007 : Commissaire Cordier : Épisode Attaque au fer
- 2007 : Section de recherche - (Épisode Connexion dangereuse) : François Ferry David
- 2007 : RIS police scientifique : Épisode Voyance
- 2007 : Les Liens du sang : le capitaine Brochard
- 2007 : La Prophétie d'Avignon : Gil
- 2008 : Cinq Sœurs
- 2012 : Enquêtes réservées (Saison 5, Épisode L'amour à mort)
- 2012 : Plus belle la vie : Prime time de février 2012
- 2012 - ... : Les Mystères de l'amour : Peter Watson (depuis la saison 3)
- 2013 : Sous le soleil de Saint-Tropez (Saison 1, Épisodes Retrouvailles et À domicile) : Anthony
- 2013 - 2014 : Sous le soleil de Saint-Tropez : Anthony alias Charles Peretti (saisons 1 et 2)
- 2015 : Caïn : (Saison 3, Épisode 1 Coupables)
- 2016 : Joséphine, ange gardien : Jérôme Paluel (Épisode 78 Carpe Diem)
- 2024 : Ici tout commence : Un médecin (Épisode 1048)
- 72 Heures (série)

#### Séries télévisées

##### Réalisateur
- 2021 : Les Mystères de l'amour (Saison 25, Épisodes: 16, 19-23, 26)
- 2021 : Les Mystères de l'amour (Saison 26, Épisodes: 13-15, 17)
- 2021-2022 : Les Mystères de l'amour (Saison 27, Épisodes: 01-09, 12, 14, 23-26)
- 2022 : Les Mystères de l'amour (Saison 29, Épisodes: 10, 12-18)

##### Scénariste
- 2007 : Les Liens du sang
- 2004 : Ma terminale
- 2005 : Petite copine
- 2004 : 2020

### Cinéma
- 2010 : Libre échange avec Carole Bouquet et Julie Depardieu

## Théâtre
- 1998 : Ardèle ou la Marguerite de Jean Anouilh, mise en scène Pierre Franck, Théâtre de l'Atelier, Théâtre des Célestins
- 2005 : L'Acheteur